# Evropska agencija za životnu sredinu
Evropska agencija za životnu sredinu (енгл. European Environment Agency, фр. Agence européenne pour l'environnement) je agencija Evropske unije sa sedištem u danskom gradovnom gradu Kopenhagenu. Agencija je započela sa radom 1993. godine. Prva je agencija koji je omogućila članstvo i za zemlje kandidate van Evropske unije uključivši 13 zemalja kandidata pre proširenja 2004. godine. Danas su punopravne članice agencije sve zemlje članice EU kao i Island, Lihtenštajn, Norveška, Švajcarska i Turska dok su članice partneri Albanija, Bosna i Hercegovina, Kosovo , Crna Gora, Severna Makedonija i Srbija.

## Spoljašnje veze
- European Environment Agency website
- European Topic Centre on Land Use and Spatial Information (ETC LUSI)
- European Topic Centre on Air and Climate Change(ETC/ACC)
- European Topic Centre on Biological Diversity(ETC/BD) Архивирано на веб-сајту  (12. јул 2019)
- Model Documentation System (MDS)
- The European Environment Agency's near real-time ozone map (ozoneweb)
- The European Climate Adaptation Platform Climate-ADAPT
- EUNIS homepage